# 地図記号

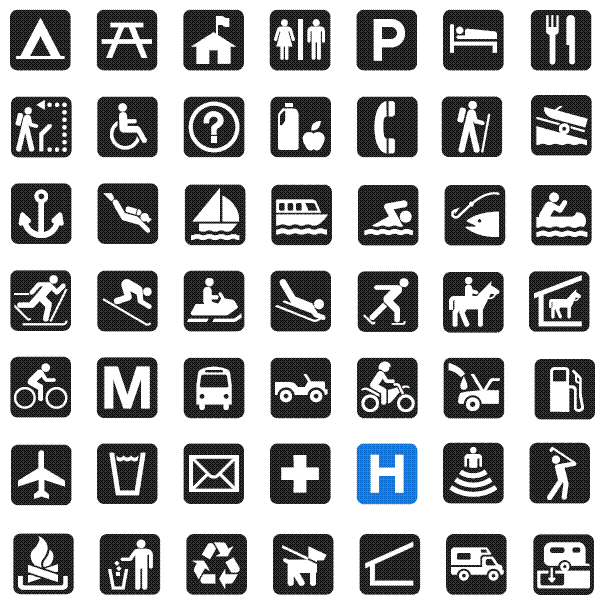
アメリカ合衆国国立公園局による地図記号の例。

地図記号（ちずきごう、map symbol）とは、地図において、地形・道路・施設・土地の状況などを簡単に表現するための記号である。狭義にはシンボルマークだけを指すが、等高線や行政界を示す境界線なども地図記号である。具体例については「日本の地図記号の一覧」を参照。

## 概要
地図記号には建物を表す建物記号、土地の状況を表す植生記号のほか、道路・鉄道などの路線記号、鉱山・港などを表す特定地区記号、陸地や海・河川などの地形表記図、国境・県境などの行政界、ダム・鉄塔といったその他人工構造物記号がある。
そのほか土地測量の基準となる基準点記号も含まれる。建物記号の場合には、そこにある建物一点を指すが、植生記号の場合には、その記号周辺の一定のエリアを意味する。記号の由来には、そこにある事象の形状を記号化したもの（例：日本の場合、温泉など）、そこにある事象の役割・機能を連想させるもの（例：日本の場合、税務署・病院など）、さらにそのどちらにも分類できない記号（例：日本の場合、市役所など）もある。
地図記号は、地図を製作した機関、国、時期、縮尺、図式などによって異なっており、統一されたものは存在していない。
そのため地図には凡例（英語: Legend , Map key）と呼ばれる記号一覧が付属するのが一般的である。地形図のように一枚ものの地図で、同じ形式の図面が多数発行される場合は、用紙の都合で凡例を省略したり別冊子にする事も多いが、近年では裏面を使ってでも凡例を載せる例も多く見受けられる。
地図記号の目的の一つは、狭い紙面の中に出来るだけ多くの情報を分かりやすく盛り込むことにある。等高線や地形、道路、建造物などが重複しているケースが多く、さらに建物の用途や国道番号などを示す必要もあるため、記号で効率よく表現している。しかし逆に、空港のように広大な敷地がひとつの目的で使用される場合は、記号を使うまでもなく直接「××空港」と記入すればよい。大きな敷地を持つ総合大学も中縮尺以上では、大学記号を使わず大学名で表示する事が多い。
地図記号のもうひとつの目的は、小さ過ぎるものを分かりやすく表現する事にある。中縮尺以下の地図では、道路をその縮尺で表現しても細すぎて見づらいので、実際より誇張した表現をする。一般民家も小さ過ぎるので誇張表現をするか、「民家が続く地域」としてひとまとめに表現する（総描）。しかし大縮尺では道路も建物も縮尺通りに描くことが可能になり、建物の総描や幅員別の道路記号が必要なくなる。ほとんど点である基準点や記念碑なども誇張表現の側面がある。
色分けで情報を伝えるというのも地図記号の一部に含まれる。多数頒布される地形図については、以前は色数を抑える必要があり、少ない色数で見やすくするための工夫がなされた。しかし手書きや版画の時代でも、枚数が少なくてよい場合は多色刷りで見やすさを確保していた。現在では色数を増やす手間が小さくなったので多色化の傾向にあるが、過剰な多色化によって見づらくなる、特に色盲・色弱者にとって識別しづらいとの批判もある。
さらに「何を描かないか」も、記号ではないが地図作成上のひとつの基準となる。
地図記号は、「外国人向け地図記号」などもある。

## 各国の地図記号

### 日本
日本では国土地理院が地図記号を定めており、○○年図式として規格化されたものが地形図などに使われている。
日本における近代の地図製作は、明治20年代にドイツの地図作成手法を参考に陸軍参謀本部によって始められた。そのため、ドイツの地図記号と類似点が多く、軍事行動に関係する事物について詳細な地図記号化が行われている。例えば、軍事行動に支障が生じない「空き地」と「畑」については、区別がなされていなかったが、水田については、「乾田」「湿田」「水田」の区別が行われていた。このような使用法は、戦後に国土地理院が地図製作を担当するようになってからもしばらく続いていた。後には基準が変更されたために、「畑」「桑畑」「茶畑」の地図記号が設定され、逆に「乾田」「湿田」「水田」の区別は行われなくなっている。
世界的に鉄道記号は、複線や標準軌など路線の規模や規格によって破線や実線など表記を変えるのが普通だが、日本の地図記号では国鉄(JR)、私鉄といった営業母体によって区別される点が非常に珍しいとされる。
2002年に「博物館」と「図書館」の地図記号が追加され、2006年1月に「老人ホーム」、「風力発電用風車」の記号が小中学生を対象にした公募を経て決定され追加された。反対に「銀行」や「電報・電話局」、「古戦場」などの記号は現在では使われなくなっている。2013年11月以降に発行される地形図では、「工場」「桑畑」の記号が廃止され、2019年に「自然災害伝承碑」の地図記号が制定された。国土地理院公式ホームページによると、2012年現在の日本の地図記号総数は2万5千分の1縮尺用で161種類が設定されている。
大縮尺地形図では、照明灯・マンホール・距離標などの小さなものも記号化されているほか、銀行や都道府県庁は現在使われなくなった記号であるが、一部の縮尺においてのみ現在も用いられていたりもする。
訪日外国人旅行者への対応や2020年東京オリンピック・パラリンピックへの準備として、2012年に国土地理院が日本人以外でも理解しやすい地図記号を制作した。この地図記号は、訪日外国人旅行者を対象とした配布地図などでも利用される。

### スイス
2014年から新しい図式による2万5千分の1の地形図が発行されており、道路・鉄道・境界記号などが多色化され、風車や廃棄物処分場などの記号が追加されたが、それ以外の記号はあまり変わっていない。
スイスの2万5千分の1地形図で目立つのは森林の表現である。緑色ベタでの森林表現の他、疎林や街路樹も緑色の小さな丸を使い、密度を変えたり列にするなどしてその様子を表現している。果樹園、ぶどう畑、育種所の記号はあるが、森林の樹種による区別はなく、畑は空白の場合が多い。
建物の記号は、外観による記号（教会、煙突、廃墟など）はあるが、学校など用途による記号はない。目立つ建物の一部を「Hochschule」など文字で表示している。ただし頻出する長い単語には、駅（ Bhf.（独）、Stne（伊））、下水処理場（ ARA（独）、STEP（仏）、IDA（伊））のように3文字程度の略号が用意されている。
行政界の表示では、州界ポストや国境ポスト番号を表示している。

### オーストリア
地形図の最大縮尺は5万分の1で、それを単純拡大した2万5千分の1がある。
教会、チャペル、目につきやすい十字架、目立つ樹木、スキーのジャンプ台など、目標になりやすい建築物の記号が多い。大型の建造物については3文字程度の略号で城 (Schl.)、工場 (Fb.)、発電所 (Krw.)、製材所(SW)などの用途を表示する。
河川については道路と同様に、縮尺通りでは細くなりすぎる50m以下ものについて、幅で分類した記号がある。記号ではなく文字による表示だが、浴場や温泉に対してBad または Therme と表示する。
植生は森林、低木・草むら、はい松、果樹園、ぶどう畑、ホップ畑の記号があるが、それ以外の畑は空白である。

### ドイツ
各州測地局発行の地形図は新図式が導入されたが、州によって進捗状況が異なる。
旧図式においては、教会などの建物に付随する高塔や煙突を丸で記載するのが特徴である。ひとつの建物に複数の高塔がある場合も可能な限り全て記載している。他にも電波塔、記念碑、風車などの記号が豊富にある。既存の教会や塔、煙突が三角点として利用されている場合があり、そのための記号が設定されている。
多色刷りに対応した新図式では、住宅地と商工業地域をそれぞれ薄い赤と灰色で示している。また、病院・救護所の記号が付け加えられ、古代ローマ時代などの遺構のための記号が用意されている。高塔や風車の記号は、現代における形状や用途に合わせて新しい記号に作り直された。

### イギリス
2万5千分の1地形図での建物記号は、教会、風車、灯台類を外観で区別して3種類ずつある。それ以外の建物の用途は、Sch（学校）、Hospl（病院）、Wks（工場）など略号で表示している。建物そのものではないが、長屋のように続いている建物の庭にも1軒ごとの境界線を入れている。
植生は、針葉樹、非針葉樹、低木、雑木林、芝生、果樹園、沼地がある。
古戦場など史跡や遺跡のための記号がある。
近年、紙の地形図は登山やサイクリングなどレジャー目的の利用が多いため、ナショナルトラストや駐車場、観光情報などを追加し、これらの記号は豊富に用意し、水色で表示している。展望台の見晴らし角度を表す記号もある。

### フランス
2万5千分の1地形図の建物記号は比較的豊富で、城塞関連や石碑類の記号が複数ある。運動場やテニスコートの記号もある。市役所の記号があるが、建物描写の中に斜め線1本を入れるだけのもので目立つものではない。その他の建物の用途は文字や略号で表示する。
植生は、広葉樹、針葉樹、低木、果樹園、ブドウ、田がある。
近年は観光、登山、スポーツなどレクリエーション関連の記号を別枠で設けて掲載する事もある。

### ベルギー
従来は1万分の1地形図が全国整備され、それを単純縮小した2万分の1、縮小編集した5万分の1が発行されていた。2016年からはデジタルデータから生成される2万5千分の1地形図が順次発行される予定。
1万分の1地形図は2万5千分の1程度の地形図とはやや性質が異なるが、建物に関しては、学校、市役所、商業施設など用途を色分けで表示している。病院や屋内プールなど一部公共施設には記号がある。植生は色と模様で表現されている。
5万分の1地形図では、建物の外観による記号はあるが、用途は略号で表示されている。植生が色分けで表示されている。

### オランダ
オランダの2万5千分の1地形図（nl:Basisregistratie Topografie）における建物記号は、旗などを高く掲げた様子を記号化したものが多い（市役所、郵便局、警察）。また、風車、水車、水門、壁の記号が種類に応じて複数ある。古墳、射撃場、行先案内標、石油掘削機の記号もある。
既存の教会や塔がそのまま三角点として利用されている場合があり、そのための記号が設定されている。
植生は記号と色の両方を用いて区別している。果樹園は木の高さで２通りに分け、色で区別している。

### イタリア
イタリア軍地理院発行の2万5千分の1地形図では、運河、導水管、井戸、水力発電所など水系やパイプラインの記号が豊富で、地下を通る場合の記号もそれぞれ用意されている。また、塀や柵を建材の種類で細かく分けている。
地形に関する用語など長くなりがちな単語については、語尾変化込みの省略形を「略語集」で定めている。

### スウェーデン
地形図は12,500分の1、 5万分の1がある。12,500分の1地形図の正式名称は Fastighetskartan （不動産地図）で、 地形図と地籍図を合わせたような図になっており、土地所有の境界を表示している（法的効力はない）。
12,500分の1、
5万分の1  とも、土地利用や植生がはっきりとした色や模様で示されている。
5万分の1地形図の記号では、「井」型の記号で材木置き場を表す。観光用に紫で表示される情報だが、海水浴場の記号として「人が水に肩まで浸かっている様子」を図案化したものがある。遺跡等を表す記号としてルーン文字風の記号があるが、ルーン文字にはないものも含まれている。

### カナダ
5万分の1地形図の建物用途の記号は、文字の図案化が多い（消防署 (F)、沿岸警備隊（C と G を重ねたもの）、穀物倉庫 (E)、石油施設（赤字でE）、道路のサービスエリア (S)など）。旗を図案化した記号も多い（ゴルフ場、税関、教育施設）。市役所や警察などは文字による説明となる。
スポーツやレクリエーションのための屋外施設の表示が多い（屋外映画場、ゴルフ場、キャンプ場、射撃場、スキー場など）。
水域表示では、排水貯水池や下水処理場に他の水域とは別の色彩が当てられている。
法的または土地利用の境界線については、同じ領域で重複しないようレベルや表示内容などで9種類に分類し、この9種類に線の種類を定めている。また、一部の直線状建造物(パイプライン、送電線)は番号を付して区別をしている。
等高線は、測定精度に疑問がある場合に破線で表示する規則になっている（計曲線も破線にするので補助曲線とは区別がつく）。

### ニュージーランド
5万分の1地形図の植生記号は、原生林、外来種針葉樹林、外来種非針葉樹林、マングローブを区別している。また低木林、疎林、孤立樹木の記号の他に、防風林など線状に並んだ樹木を緑色の線で表示する。果樹園の記号はあるが、その他の畑や草地は空白である。
建物の用途は文字で表示するが、学校を 「Sch」、複数の学校が集まる場所を「Schs」など、略号で表示する場合がある。渡り場や Walkwire など、橋以外の川越えの手段の記号が設定されている。地上のパイプラインの記号の他に、地下に埋設したガスパイプラインで赤色の記号を使う。
露岩部の記号は実際の地形の向きに合わせたものではなく、日本の記念碑の記号のように原則として上向きに描く（底辺は等高線に合わせて少し傾きを付けることがある）。鉱泉の記号は冷水か熱水かで色を変え、さらに噴気孔、地熱利用のための穿孔の記号がある。沿岸部では、造船台の記号や、陸地から離れた養殖場の記号がある。

### シンガポール
シンガポールの5万分の1地形図の建物記号は、宗教施設に対してキリスト教、イスラム教、ヒンズー教、仏教、中国風寺社の5種類が用意されているが、それ以外は2文字程度の略号を交えて文字で表す。
植生は雑草地、芝生、ジャングル、雑木林、ゴム、ココナツ、その他の樹木耕作地、その他の低木耕作地、マングローブ、ニッパ、沼地の記号がある。